# Rörelsemängd
Inom klassisk mekanik, definieras rörelsemängden (SI-enhet kg·m/s) som produkten av ett objekts massa och hastighet. 
I allmänhet kan rörelsemängden uppfattas som ett mått på hur svårt det är att ändra ett objekts rörelsetillstånd, bestämt av två faktorer: dess massa och dess hastighet. Detta kan ses som en naturlig konsekvens av Newtons första lag och Newtons andra lag. Reducerad hastighet eller massa resulterar i mindre rörelsemängd och omvänt. 
Rörelsemängd är en bevarad storhet i den betydelsen att den totala rörelsemängden för ett slutet system (ett som inte påverkas av yttre krafter) inte kan ändras.

## Rörelsemängd inom klassisk mekanik
Om ett objekt rör sig i en referensram så har det en rörelsemängd i denna ram. Det är viktigt att notera att rörelsemängden beror på referensramen. Ett objekt har en viss rörelsemängd relativt en fast punkt på marken medan det har rörelsemängden 0 i en referensram som är förbunden med objektet (en referensram i vilket objektet är i vila).
Den rörelsemängd ett objekt har beror av två fysikaliska kvantiteter: massan och hastigheten för objektet i referensramen.
Rörelsemängd betecknas vanligen med {\displaystyle \mathbf {p} } och är en vektor och rörelsemängden kan då skrivas
{\displaystyle \mathbf {p} =m\mathbf {v} }
där:
{\displaystyle \mathbf {p} } är rörelsemängden (vektor)
{\displaystyle m} är massan (skalär)
{\displaystyle \mathbf {v} } är hastigheten (vektor)

## Rörelsemängd för ett system

### System av massa och hastighet
Rörelsemängden för ett system av objekt är den vektoriella summan av alla objekts rörelsemängd för de objekt som tillhör systemet.
{\displaystyle \mathbf {p} =\sum _{i=1}^{n}m_{i}\mathbf {v} _{i}=m_{1}\mathbf {v} _{1}+m_{2}\mathbf {v} _{2}+m_{3}\mathbf {v} _{3}+...+m_{n}\mathbf {v} _{n}}
där
{\displaystyle \mathbf {p} } är rörelsemängden
{\displaystyle m_{i}\ } är massan av ett objekt i systemet
{\displaystyle \mathbf {v} _{i}} är den vektoriella hastigheten för ett objekt i systemet
{\displaystyle n\ } är antalet objekt i systemet

### System av krafter
Kraft är lika med rörelsemängdens ändringshastighet:
{\displaystyle \mathbf {F} ={\mathrm {d} \mathbf {p}  \over \mathrm {d} t}}.
I fallet med konstant massa och hastigheter mycket lägre än ljushastigheten kan vi skriva {\displaystyle \mathbf {F} =m\mathbf {a} }, vanligtvis känd som Newtons andra lag.

## Bevarande av rörelsemängd
Principen om bevarande av rörelsemängd innebär att den totala rörelsemängden för ett slutet system av objekt (vilka inte har några interaktioner med yttre objekt) är konstant. En av konsekvenserna av detta är att ett systems tyngdpunkt alltid rör sig med samma hastighet och riktning om det inte utsätts för påverkan utifrån.
Rörelsemängdens bevarande är enligt Noethers sats en konsekvens av rymdens homogenitet (translationsinvarians).
I ett isolerat system är rörelsemängden konstant: detta impliceras av Newtons första lag. Newtons tredje lag: lagen om ömsesidig verkan; krafter som verkar mellan system är lika till storlek men med motsatta tecken beror på rörelsemängdens bevarande.
Då rörelsemängd är en vektor har rörelsemängd riktning. När ett gevär avfyras uppstår rörelser i systemet men kulans rörelsemängd i ena riktningen är lika till storlek men med omvänt tecken i förhållande till gevärets rörelsemängd i den andra riktningen. Summan av gevärets och kulans rörelsemängder blir då noll, det vill säga det samma som för systemet innan kulan avlossades.

### Elastiska kollisioner
En kollision mellan biljardbollar är ett bra exempel på en nästan helt elastisk kollision. Förutom att rörelsemängden bevaras när de två bollarna kolliderar, så är den totala kinetiska energin före och efter kollisionen densamma (f = före, e = efter):
{\displaystyle {\begin{matrix}{\frac {1}{2}}\end{matrix}}m_{1}v_{1,f}^{2}+{\begin{matrix}{\frac {1}{2}}\end{matrix}}m_{2}v_{2,f}^{2}={\begin{matrix}{\frac {1}{2}}\end{matrix}}m_{1}v_{1,e}^{2}+{\begin{matrix}{\frac {1}{2}}\end{matrix}}m_{2}v_{2,e}^{2}\,}

### Oelastiska kollisioner
Ett exempel på en oelastisk kollision är när två snöbollar kolliderar och bildar en enda massa. Vi kan sätta upp en ekvation som beskriver bevarandet av rörelsemängden efter kollisionen:
{\displaystyle m_{1}\mathbf {v} _{1,f}+m_{2}\mathbf {v} _{2,f}=\left(m_{1}+m_{2}\right)\mathbf {v} _{e}\,}
Det går att visa att en fullständigt oelastisk kollision är en i vilken maximal mängd kinetisk energi omvandlas i andra former. Om de båda objekten häftar vid varandra efter kollisionen och rör sig med en slutgiltig och gemensam hastighet, går det alltid att finna en referensram i vilken objekten bringas till vila efter kollisionen och all kinetisk energi är konverterad. Detta är sant även i det relativistiska fallet och används i partikelacceleratorer för att effektivt konvertera kinetisk energi till nya partiklar.

## Moderna definitioner av rörelsemängd

### Rörelsemängd inom relativistisk mekanik

som funktion av

Inom relativistisk mekanik definieras rörelsemängd som
{\displaystyle \mathbf {p} =\gamma m\mathbf {v} }
där
{\displaystyle m\,} är den invarianta massan av det rörliga objektet
{\displaystyle \gamma ={\frac {1}{\sqrt {1-{\frac {v^{2}}{c^{2}}}}}}} är Lorentzfaktorn
{\displaystyle v\,} är den relativa hastigheten mellan objektet och en observatör
{\displaystyle c\,} är ljusets hastighet
Relativistisk rörelsemängd övergår till newtonsk rörelsemängd {\displaystyle m\mathbf {v} } vid låga hastigheter {\displaystyle {\big (}\mathbf {v} /c\rightarrow 0{\big )}}.
Den relativistiska 4-rörelsemängd som den föreslogs av Albert Einstein är invariant under Lorentztransformationen. 4-rörelsemängden definieras som vektorn
{\displaystyle \left({E \over c},p_{x},p_{y},p_{z}\right)}
där 
{\displaystyle p_{x},\ p_{y},\ p_{z}} betecknar den relativistiska rörelsemängdens komponenter,
{\displaystyle E\,} är systemets totala energi:
{\displaystyle E=\gamma mc^{2}\,}
Enligt det sätt som beloppet hos 4-vektorer beräknas på är 4-rörelsemängdens belopp lika med massan gånger ljusets hastighet, vilken är invariant med avseende på alla referensramar:
{\displaystyle {\sqrt {(E/c)^{2}-p^{2}}}=mc\,}

### Rörelsemängd för masslösa objekt
Masslösa objekt sådana som en foton har också rörelsemängd:
{\displaystyle p={\frac {h}{\lambda }}={\frac {E}{c}}}
där
{\displaystyle h\,} är Plancks konstant,
{\displaystyle \lambda \,} är fotonens våglängd,
{\displaystyle E\,} är fotonens energi och
{\displaystyle c\,} är ljusets hastighet.

### Rörelsemängd inom kvantmekanik
Inom kvantmekaniken är rörelsemängd definierad som en operator för vågfunktionen. Heisenbergs osäkerhetsprincip definierar gränser för hur noggrant rörelsemängd och position för ett observerat system kan bestämmas samtidigt. Inom kvantmekanik är position och rörelsemängd konjugerade variabler.
För en enstaka partikel som inte påverkas av en magnetisk potential kan rörelsemängdsoperatorn skrivas
{\displaystyle \mathbf {p} ={\hbar  \over i}\nabla =-i\hbar \nabla }
där {\displaystyle \nabla } är nablaoperatorn, {\displaystyle \hbar } är Diracs konstant och {\displaystyle i\,} är den imaginära enheten.

## Impuls
En impuls ändrar rörelsemängden för ett objekt. En impuls beräknas som integralen av kraft med avseende på tid där integrationsintervallet är impulsens varaktighet:
{\displaystyle I=\int F\,dt}
Då
{\displaystyle F={\frac {dp}{dt}}}
erhålls
{\displaystyle I=\int {\frac {dp}{dt}}\,dt}
{\displaystyle I=\int dp}
{\displaystyle I=\Delta \ p}

### Specifik impuls
Inom rymdfart används begreppet specifik impuls, Isp. Enkelt uttryckt är det ett mått på hur mycket kraft ett raketbränsle kan ge. Det är dock viktigt att tänka på att detta inte säger något om effektiviteten hos bränslet, alltså kraft per viktenhet.
Den specifika impulsen definieras som det förgasade bränslets utströmningshastighet dividerad med jordaccelerationen g och mäts i sekunder. Alternativ beskrivning är att det är förhållandet mellan dragkraften F/g och massutflödet dm/dt. Massutflödet, eller det förgasade bränslets utströmningshastighet, påverkas inte bara av bränslet i sig utan också av raketmotorns utformning.
{\displaystyle I_{sp}={\frac {V_{p}}{g}}={\frac {Fdt}{gdm}}}
Ytterligare en beskrivning av Isp är att det är den totala impulsen per viktenhet förbränt bränsle:
{\displaystyle I_{sp}={\frac {I}{M_{p}g_{0}}}={\frac {\int _{0}^{t}F(t)\,dt}{g_{0}\int _{0}^{t}m(t)\,dt}}}
Vid konstant dragkraft och utströmningshastighet kan detta förenklas till:

{\displaystyle I_{sp}={\frac {F}{mg_{0}}}}
Typiska värden på Isp i sekunder för olika raketbränslen:
- Kall kvävgas = 75
- Fastbränsle = 210–290
- Hydrazin = 220–300
- Dimetylhydrazin + dikvävetetroxid = 240–290
- Fotogen + O2 = 250–290
- Monometylhydrazin + dikvävetetroxid = 300–315
- H2 + O2 = 440–460